# Nazionale maschile di cricket dell'Afghanistan
La nazionale di cricket dell'Afghanistan è la selezione nazionale che rappresenta l'Afghanistan nel gioco del cricket.

## Storia

### Le origini e i primi tempi
La prima partita di cricket registrata in Afghanistan si svolse a Kabul durante la Prima guerra anglo-afghana nel 1839, quando i soldati dell'esercito britannico si sfidarono tra loro. Tuttavia, a differenza di altri paesi, il cricket scomparve dall'Afghanistan dopo la partenza delle forze britanniche. Fu necessario un intervallo di oltre un secolo affinché il cricket tornasse a essere praticato nel paese. Negli anni '90, il cricket guadagnò popolarità tra i rifugiati afgani in Pakistan. Nel 1995 fu fondata lì l'Afghanistan Cricket Federation, che successivamente divenne l'Afghanistan Cricket Board. Dopo il ritorno in Afghanistan, gli ex rifugiati continuarono a praticare il cricket, contribuendo alla crescita e alla diffusione dello sport nel paese.
Come molti altri sport, il cricket fu inizialmente bandito dai talebani. Tuttavia, nel 2000, fu tollerato come unica eccezione. L'anno successivo, l'International Cricket Council (ICC) accettò l'Afghanistan come membro affiliato, segnando un importante passo per lo sviluppo del cricket nel paese. Lo stile di cricket in Afghanistan riflette il livello di sviluppo raggiunto nei campi profughi pakistani e presenta somiglianze con lo stile di gioco tradizionale del Pakistan. Questo è evidente, ad esempio, nell'uso del bowling veloce e della rotazione del polso, tecniche comuni nelle pratiche di cricket in entrambe le nazioni.
Nel 2001, la nazionale di cricket afghana partecipò a un torneo che coinvolgeva quattro paesi. Nello stesso anno, la squadra ricevette un invito a giocare nella seconda divisione del cricket pakistano e intraprese un tour di quattro partite a Peshawar e Rawalpindi. Ulteriori visite in Pakistan seguirono nel 2003 e nel 2004. Nel 2004, la squadra partecipò all'ACC Trophy a Kuala Lumpur, dove si classificò al sesto posto, ottenendo vittorie contro il Bahrein e la Malesia ospitante. Nel 2006, l'Afghanistan partecipò nuovamente all'ACC Trophy, ottenendo il terzo posto, risultato replicato due anni dopo nell'ACC Trophy Elite.
Nel 2007, la squadra afghana vinse il suo primo torneo, condividendo il titolo dell'ACC Twenty20 Cup con l'Oman dopo che la finale terminò in pareggio. Nel 2008, l'Afghanistan iniziò il processo di qualificazione per la Coppa del Mondo di cricket 2011, vincendo la quinta divisione della World Cricket League a Jersey. Nel gennaio 2009, l'Afghanistan fu promosso alla fase successiva delle qualificazioni per la Coppa del Mondo, dopo aver vinto la terza divisione della WCL a Buenos Aires. La squadra si classificò prima, davanti a Uganda e Papua Nuova Guinea, grazie a un miglior tasso di successo netto.

### Ottenimento dello status ODI
All'ICC Cricket World Cup Qualifier 2009, la squadra afghana mancò di poco la qualificazione per la Coppa del Mondo di cricket 2011, classificandosi al quinto posto. Tuttavia, il buon risultato permise all'Afghanistan di ottenere lo status di squadra ODI (One Day International) per quattro anni. L'Afghanistan disputò il suo primo ODI nella partita per il quinto posto contro la Scozia, una squadra che avevano già sconfitto durante il torneo. Anche in questa occasione, l'Afghanistan vinse, con un margine di 89 punti.
Durante la Coppa Intercontinentale ICC 2009-2010, l'Afghanistan disputò la sua prima partita di cricket di prima classe contro una selezione dello Zimbabwe in una partita di quattro giorni a Mutare. La partita, che si concluse in pareggio, vide il battitore afghano Noor Ali realizzare un century (100 punti) in entrambi gli inning, diventando così il quarto giocatore nella storia a riuscirci al suo debutto in prima classe. Nello stesso anno l'Afghanistan prese parte successivamente alla ACC Twenty20 Cup negli Emirati Arabi Uniti, dove vinse tutte e cinque le partite del Gruppo A. In semifinale, la squadra afghana sconfisse il Kuwait con un margine di otto wicket. In finale, l'Afghanistan affrontò i padroni di casa, gli Emirati Arabi Uniti, e vinse con un ampio margine di 84 punti, conquistando il titolo.

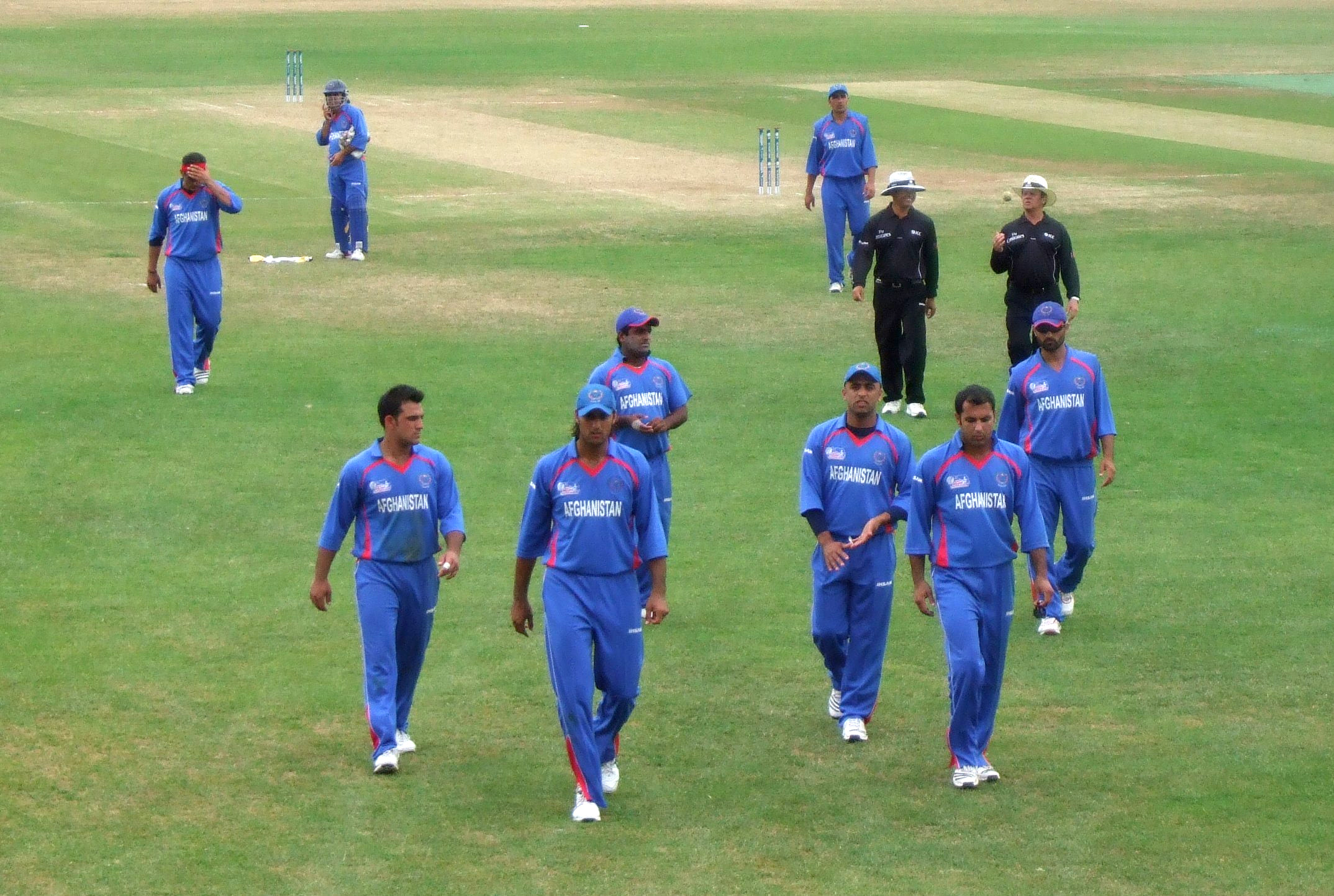
La squadra afghana a Rotterdam durante la ICC World Cricket League Division One 2010

Nel 2010, la squadra afghana proseguì la sua partecipazione alla Coppa Intercontinentale, ottenendo vittorie contro Irlanda, Canada, Scozia e Kenya. Infine, nella finale a Dubai, l'Afghanistan sconfisse la Scozia con un margine di sette wicket, aggiudicandosi il titolo. L'Afghanistan partecipò al torneo di cricket dei Giochi Asiatici del 2010 in Cina, dove conquistò la medaglia d'argento dopo aver perso in finale contro il Bangladesh. Dal 2011, la squadra prese parte alla Coppa Intercontinentale ICC 2011-2013, ottenendo una vittoria contro il Canada e un pareggio contro gli Emirati Arabi Uniti. Nella ODI League, che si svolse nello stesso periodo, l'Afghanistan vinse due partite contro il Canada e perse due volte contro gli Emirati Arabi Uniti.
Nel febbraio 2012, l'Afghanistan giocò il suo primo ODI contro una nazione Test, affrontando il Pakistan a Sharjah. Questo incontro fu seguito da un altro ODI contro l'Australia nella stessa sede nell'agosto 2012, ma entrambi gli incontri finirono con una sconfitta per l'Afghanistan. Nel marzo 2013, l'Afghanistan ottenne due vittorie in T20I contro Scozia ed Emirati Arabi Uniti. Inoltre, la squadra vinse due ODI durante la World Cricket League contro le stesse squadre. Con due vittorie, l'Afghanistan condivise il secondo posto con la Scozia, un risultato che li avvicinò alla qualificazione per la Coppa del Mondo di cricket 2015. L'Irlanda vinse la World Cricket League con 24 punti, mentre l'Afghanistan si piazzò secondo con 19 punti, qualificandosi così per la Coppa del Mondo.

### Membro associato
La squadra nazionale afghana ricevette lo status di membro associato il 27 giugno 2013. La decisione fu presa durante la riunione annuale della CPI a Londra il 26 giugno 2013, alla presenza dell'amministratore delegato dell'Afghanistan Cricket Board, Noor Muhammad Murrad. La richiesta di status associato era stata presentata dall'Asian Cricket Council l'anno precedente, in riconoscimento del costante sviluppo della squadra sotto la direzione dell'ex CEO dell'Afghanistan Cricket Board, Hamid Sheenwari.
In qualità di membro associato della ICC, l'Afghanistan ha ricevuto un maggiore sostegno finanziario e, cosa ancora più importante, una visibilità crescente tra i giocatori appassionati e gli amanti del cricket del paese, che si trovava ancora segnato dalle conseguenze della guerra. Prima dell'acquisizione di questo status, la CPI supportava l'Afghanistan con 700.000 dollari all’anno; tale somma aumentò a 850.000 dollari con il nuovo status associato.
Nel marzo 2013, il cricket afghano ricevette una spinta significativa grazie alla firma di un memorandum di sostegno biennale tra l'Afghanistan Cricket Board (ACB) e il Pakistan Cricket Board (PCB). L'accordo mirava a sviluppare il cricket in Afghanistan in vista della Coppa del Mondo di cricket 2015. Il Pakistan Cricket Board offrì supporto tecnico e professionale alla squadra afghana, inclusi programmi di educazione alle partite, corsi di formazione, analisi delle abilità e delle prestazioni, e corsi di base sull'arbitraggio e sulla curatela. Parte dell'accordo comprendeva anche campi ad alte prestazioni per aspiranti giocatori. La National Cricket Academy (NCA), gestita dalla PCB, avrebbe contribuito a sviluppare abilità tecniche, tattiche, mentali e fisiche, offrendo anche lezioni su doping, lotta alla corruzione e vari codici di condotta. Il finanziamento del progetto sarebbe stato deciso successivamente, con la possibilità di sovvenzionare l'NCA. 
Nel luglio 2014, l'Afghanistan visitò lo Zimbabwe per la sua prima serie contro una nazione Test. La serie ODI si concluse con un pareggio 2-2, e anche la serie di First Class terminò con un pareggio 1-1.

### La prima storica qualificazione ai mondiali
Nel 2011, l'Afghanistan partecipò alla ICC Intercontinental Cup 2011-13, ottenendo una vittoria contro il Canada e un pareggio con gli Emirati Arabi Uniti nel primo anno di competizione. Nel secondo anno, la squadra afghana riuscì a battere i Paesi Bassi per 3 wicket ad aprile e a pareggiare con l'Irlanda a luglio. Nel marzo 2013, l'Afghanistan ottenne una vittoria di un inning e 5 runs contro la Scozia, mentre ad agosto vinse di 10 wickets contro la Namibia. Il 3 ottobre 2013, l'Afghanistan sconfisse il Kenya e concluse al secondo posto nel torneo di un giorno della Coppa Intercontinentale 2011-2013, qualificandosi così per la Coppa del Mondo di cricket 2015, che si sarebbe svolta in Australia e Nuova Zelanda. L'Afghanistan divenne la ventesima squadra a qualificarsi per una Coppa del Mondo, segnando la sua prima partecipazione al prestigioso torneo. La qualificazione fu considerata un evento storico per il paese, poiché molti dei suoi giocatori avevano imparato a giocare a cricket nei campi profughi in Pakistan, un simbolo della resilienza e del progresso sportivo nonostante le difficoltà storiche e sociali del paese.
L'Afghanistan fece il suo debutto in Coppa del Mondo contro il Bangladesh al Manuka Oval di Canberra. La partita si concluse con una sconfitta per 105 punti. Durante il torneo, la squadra afghana affrontò nazioni affermate di cricket come Australia, India, Sri Lanka, Nuova Zelanda e Inghilterra. Il 26 febbraio 2015, l'Afghanistan ottenne la sua prima vittoria in Coppa del Mondo, sconfiggendo la Scozia per un wicket. Tuttavia, la squadra perse tutte le altre partite ed è stata eliminata dal torneo nella fase a gironi.

### Tournée dopo i Mondiali
Nel mese di ottobre 2015, la squadra afghana ha visitato lo Zimbabwe per la seconda volta, conquistando la sua prima vittoria in una serie ODI, grazie a un successo di 73 punti a Bulawayo, concludendo la serie con il punteggio di 3-2. In tal modo, l'Afghanistan è diventato la prima nazione non Test a vincere una serie ODI bilaterale contro una nazione Test. Il 25 dicembre 2015, con la vittoria contro lo Zimbabwe, l'Afghanistan è entrato per la prima volta nella sua storia tra le prime dieci squadre della classifica ODI.
Nel settembre e ottobre 2016, la squadra afghana ha visitato il Bangladesh per disputare tre partite ODI. Questa è stata la prima serie dell'Afghanistan contro una nazione Test diversa dallo Zimbabwe e la prima serie bilaterale tra le due squadre. Prima dell'inizio della serie ODI, l'Afghanistan ha giocato una partita di riscaldamento contro il Bangladesh Cricket Board XI a Fatullah, vincendo l'incontro con un margine di 66 punti. Tuttavia, il Bangladesh ha vinto la serie ODI con il punteggio di 2-1. Successivamente, nel dicembre 2016, l'Afghanistan ha visitato gli Emirati Arabi Uniti per un tour che comprendeva tre partite T20I, tutte vinte dalla squadra afghana con il punteggio di 3-0.
Nel febbraio 2017, l'ICC ha conferito lo status di prima classe al torneo di 4 giorni dell'Afghanistan, denominato Ahmad Shah Abdali. Nello stesso periodo, l'Afghanistan ha visitato nuovamente lo Zimbabwe, nel gennaio e febbraio 2017, per un tour che prevedeva cinque partite ODI. Prima della serie ODI, la squadra A dell'Afghanistan ha disputato cinque partite "non ufficiali" contro la squadra A dello Zimbabwe, tutte con lo status di Lista A. L'Afghanistan ha vinto la serie List A con un punteggio di 4-1 e ha conquistato anche la serie ODI, concludendo con una vittoria per 3-2. 
Nel marzo 2017, l'Irlanda ha intrapreso un tour in India per giocare tre T20I, cinque ODI e una partita di Coppa Intercontinentale ICC contro l'Afghanistan, tutte disputate a Greater Noida. Il tour ha visto un grande successo per l'Afghanistan, che ha vinto la serie T20I 3-0 e la serie ODI 3-2. Inoltre, l'Afghanistan ha stabilito un nuovo record vincendo 11 T20I consecutivi. La squadra afghana ha anche trionfato nella partita di Coppa Intercontinentale ICC, vincendo con un inning e 172 punti.
Nel giugno 2017, la squadra afghana ha intrapreso un altro tour, visitando per la prima volta le Indie Occidentali. Questo è stato solo il terzo tour dell'Afghanistan contro una nazione Test. Nello stesso mese, l'Afghanistan ha ottenuto lo status di squadra Test. Tuttavia, il tour non è stato del tutto positivo per la squadra afghana: la serie T20I si è conclusa con una sconfitta per 0–3. La serie ODI, invece, è andata meglio, concludendosi con un pareggio per 1–1.

### L'ottenimento del test status
Durante le qualificazioni per la Coppa del Mondo T20 maschile di cricket 2012 negli Emirati Arabi Uniti, la squadra afghana si è qualificata con sicurezza, vincendo tutte le otto partite. Tuttavia, ha perso contro l'Irlanda in finale, classificandosi quindi al secondo posto. Al mondiale, l'Afghanistan ha subito sconfitte contro l'India e l'Inghilterra, venendo eliminato dopo il turno preliminare. 
Il 24 novembre 2013, l'Afghanistan ha sconfitto il Kenya nel turno di qualificazione, guadagnandosi un posto nell'ICC World Twenty20 2014 in Bangladesh, dove ha concluso al secondo posto dietro l'Irlanda. Nel marzo 2014, durante l'ICC World Twenty20 2014, l'Afghanistan ha battuto Hong Kong, ma non è riuscito a raggiungere il Super 10, dopo aver perso contro il Bangladesh e il Nepal nelle due partite successive.
Nel ciclo di qualificazione successivo, l'Afghanistan è diventata la quinta squadra a qualificarsi per la fase finale in India. Nella terza partita, lo Zimbabwe ha prevalso, vincendo con un margine di 59 punti, ma l'Afghanistan è comunque riuscito ad entrare nel Super 10, mentre lo Zimbabwe è stato eliminato. Questo è stato il primo anno in cui l'Afghanistan ha raggiunto il secondo round di un ICC World Twenty20. La squadra ha poi sconfitto gli eventuali detentori del titolo, le Indie Occidentali, nell'ultima partita, ma non è riuscita a qualificarsi per le semifinali.
Nei mesi di luglio e agosto 2016, l'Afghanistan ha intrapreso un tour europeo, visitando la Scozia e l'Irlanda. La squadra ha vinto la serie contro la Scozia con un punteggio di 1–0, mentre la serie contro l'Irlanda si è conclusa con un pareggio 2–2. Nel luglio dello stesso anno, l'Afghanistan Cricket Board ha pubblicato un piano strategico con l'obiettivo di posizionarsi tra le prime sei squadre ODI entro il 2019 e tra le prime tre squadre di cricket T20I e ODI entro il 2025. Per raggiungere questo ambizioso traguardo, il Board ha richiesto al Board of Control for Cricket in India di organizzare partite bilaterali annuali contro l'India e le squadre in visita in India.
Nel 2015 per la prima volta ha ottenuto la qualificazione alla coppa del mondo ed è stata inoltre vincitrice della ICC Intercontinental Cup nel 2010 e finalista in quella del 2013; nel 2018 ha vinto l'ICC World Cup Qualifier. Nel giugno 2017 l'ICC ha conferito all'Afghanistan il test status e nel dicembre dello stesso anno è stato annunciato che il primo test si sarebbe svolto contro l'India. Il test si è tenuto il 14 e il 15 giugno 2018 a Bangalore ed è stato vinto dall'India per 1 innings e 262 runs.. Secondo il programma ICC Future Tours 2019-2023, l'Afghanistan avrebbe dovuto disputare 13 partite di test. Tuttavia, come l'Irlanda e lo Zimbabwe, non faceva parte delle prime due edizioni del Campionato del Mondo di Test ICC.

### Lo sviluppo come nazione test e i talebani al potere
L'Afghanistan ha ottenuto una storica vittoria nel suo secondo test match, che è stato giocato come test casalingo in India contro l'Irlanda, diventando così la terza nazione test a raggiungere questo traguardo, dopo Inghilterra e Pakistan. Inoltre, nella stagione 2019/2020, la squadra ha ottenuto la sua prima vittoria in trasferta in un test, sconfiggendo il Bangladesh con un margine di 224 punti. Il match era stato quasi annullato a causa di forti acquazzoni, ma, una volta migliorate le condizioni meteorologiche, gli spin bowlers dell'Afghanistan sono riusciti a conquistare gli ultimi quattro wicket, assicurandosi una vittoria storica contro una delle principali nazioni di cricket.
Durante le qualificazioni alla Coppa del Mondo di cricket 2018, l'Afghanistan ha raggiunto la finale, dove ha sconfitto le Indie Occidentali, guadagnandosi così un posto nella sua seconda Coppa del Mondo, quella del 2019 in Inghilterra. Sotto la guida del capitano Asghar Afghan, l'Afghanistan ha affrontato tutte le altre nove squadre partecipanti nel turno preliminare. Tuttavia, la squadra non è riuscita a ottenere alcuna vittoria, venendo eliminata dal torneo all'ultimo posto.

India vs Afghanistan durante la Coppa del mondo di cricket 2023

Nell'agosto 2021 sono state sollevate preoccupazioni e dubbi sulla partecipazione della squadra nazionale di cricket afghana alle future partite internazionali, dopo che i talebani hanno ripreso il controllo dell'Afghanistan. I portavoce dei talebani hanno dichiarato che i talebani non avrebbero interrotto la partecipazione della squadra maschile di cricket alle partite internazionali e che avrebbero permesso all'Afghanistan di giocare la sua prima serie bilaterale contro il Pakistan in Sri Lanka. Tuttavia, poco dopo, il cricket femminile è stato bandito in Afghanistan, una decisione che ha suscitato proteste internazionali. In risposta a questa situazione, paesi come l'Australia hanno deciso di non organizzare tour bilaterali contro la squadra maschile afghana, citando preoccupazioni riguardo ai diritti umani in Afghanistan. Al contrario, la federazione sudafricana ha annunciato che avrebbe continuato a disputare serie bilaterali contro la squadra afghana, nonostante la situazione politica e sociale nel paese.
Nella fase Super 12 della Coppa del Mondo T20 maschile di cricket 2021, che si è svolta in Oman e negli Emirati Arabi Uniti, l'Afghanistan è riuscito a vincere solo contro Scozia e Namibia, mentre ha subito sconfitte contro Pakistan, India e Nuova Zelanda, venendo eliminato dal torneo. All'Asia Cup del 2022, giocata negli Emirati Arabi Uniti, la squadra afghana ha raggiunto la fase Super 4 dopo aver sconfitto Sri Lanka e Bangladesh, ma è stata nuovamente eliminata dopo le sconfitte contro Sri Lanka, Pakistan e India.
Nel Super 12 della Coppa del Mondo T20 maschile di cricket 2022 in Australia, l'Afghanistan ha perso contro Inghilterra, Sri Lanka e Australia. Le partite contro Nuova Zelanda e Irlanda sono state annullate a causa della pioggia, portando all'eliminazione della squadra dal torneo.
Alla Coppa d'Asia del 2023, disputata in Pakistan e Sri Lanka, l'Afghanistan non è riuscito a superare il turno preliminare, subendo sconfitte contro Bangladesh e Sri Lanka. Nel turno preliminare della Coppa del Mondo di cricket 2023 in India, l'Afghanistan ha perso contro Bangladesh, India, Nuova Zelanda, Australia e Sud Africa, ma ha ottenuto vittorie significative contro Inghilterra, Pakistan, Sri Lanka e Paesi Bassi. Le vittorie contro Inghilterra e Pakistan sono state le prime della squadra in una partita ODI contro questi avversari. Nonostante il buon rendimento, gli afghani sono stati esclusi dalle semifinali, a pari punti con Nuova Zelanda e Pakistan, ma con un punteggio netto peggiore. Questo è stato il miglior risultato della squadra in un torneo finora.
In seguito, l'Afghanistan si è qualificato per la sua prima partecipazione al Trofeo dei Campioni 2025 in Pakistan. Nella Coppa del Mondo T20 maschile di cricket 2024, disputata nelle Indie Occidentali e negli Stati Uniti, la squadra ha fatto la storia, ottenendo le sue prime vittorie contro Nuova Zelanda, Australia e Bangladesh, raggiungendo per la prima volta le semifinali di un torneo internazionale di cricket. Tuttavia, nella semifinale, l'Afghanistan ha subito una pesante sconfitta contro il Sud Africa.
A fine 2024 la nazionale afghana ha disputato una serie di due test match contro lo Zimbabwe, pareggiando senza terminare il secondo inning la prima partita.
Tra il dicembre del 2024 e il gennaio 2025, la squadra afghana domina un tour in Zimbabwe, vincendo la serie T20 (2-1), ODI (2-0) e test (1-0 e una partita patta), vincendo quindi la quarta partita test della sua storia.
Nel 2025 l'Afghanistan prende parte all'ICC Champions Trophy dal 19 febbraio al 9 marzo in Pakistan, venendo inserito nel gruppo A e venendo eliminato, terminando al terzo posto nel girone, perdendo contro il Sudafrica e battendo gli inglesi,  mentre la partita con l'Australia non si è giocata a causa della pioggia.

## Albo d'oro

### Coppa del Mondo di cricket
| 2007   | Non qualificato | Non qualificato | Non qualificato | Non qualificato | Non qualificato | Non qualificato | Non qualificato |
| 2011   | Non qualificato | Non qualificato | Non qualificato | Non qualificato | Non qualificato | Non qualificato | Non qualificato |
| 2015   | Gironi          | 6               | 1               | 0               | 5               |                 |                 |
| 2019   | Gironi          | 9               | 0               | 0               | 9               |                 |                 |
| 2023   | Gironi          | 9               | 4               | 0               | 5               |                 |                 |
| Totale | Totale          | 24              | 5               | 0               | 19              |                 |                 |

### Coppa del Mondo T20 maschile di cricket
| Anno   | Round           | Pos.            | GP              | W               | L               | T               | NR              |
| ------ | --------------- | --------------- | --------------- | --------------- | --------------- | --------------- | --------------- |
| 2007   | Non qualificata | Non qualificata | Non qualificata | Non qualificata | Non qualificata | Non qualificata | Non qualificata |
| 2009   | Non qualificata | Non qualificata | Non qualificata | Non qualificata | Non qualificata | Non qualificata | Non qualificata |
| 2010   | Gironi          | 12/12           | 2               | 0               | 2               | 0               | 0               |
| 2012   | Gironi          | 11/12           | 2               | 0               | 2               | 0               | 0               |
| 2014   | Gironi          | 14/16           | 3               | 1               | 2               | 0               | 0               |
| 2016   | Super 10        | 9/16            | 7               | 4               | 3               | 0               | 0               |
| 2021   | Super 12        | 7/16            | 5               | 2               | 3               | 0               | 0               |
| 2022   | Super 12        | 12/16           | 5               | 0               | 3               | 0               | 2               |
| 2024   | Semifinale      | 3/20            | 8               | 5               | 3               | 0               | 0               |
| Totale | Totale          | Totale          | 32              | 12              | 18              | 0               | 2               |

### ICC Champions Trophy
| Anno   | Round           | Pos             | GP              | W               | L               | T               | NR              |
| ------ | --------------- | --------------- | --------------- | --------------- | --------------- | --------------- | --------------- |
| 2004   | Non qualificato | Non qualificato | Non qualificato | Non qualificato | Non qualificato | Non qualificato | Non qualificato |
| 2006   | Non qualificato | Non qualificato | Non qualificato | Non qualificato | Non qualificato | Non qualificato | Non qualificato |
| 2009   | Non qualificato | Non qualificato | Non qualificato | Non qualificato | Non qualificato | Non qualificato | Non qualificato |
| 2013   | Non qualificato | Non qualificato | Non qualificato | Non qualificato | Non qualificato | Non qualificato | Non qualificato |
| 2017   | Non qualificato | Non qualificato | Non qualificato | Non qualificato | Non qualificato | Non qualificato | Non qualificato |
| 2025   | Fase a gironi   | 5/8             | 3               | 1               | 1               | 0               | 1               |
| 2029   | TBD             | TBD             | TBD             | TBD             | TBD             | TBD             | TBD             |
| Totale | Totale          | Totale          | 3               | 1               | 1               | 0               | 1               |

### Giochi asiatici
| Anno   | Round   | Pos.   | GP | W | L | T | NR |
| ------ | ------- | ------ | -- | - | - | - | -- |
| 2010   | Argento | 2/9    | 3  | 2 | 1 | 0 | 0  |
| 2014   | Argento | 2/10   | 3  | 2 | 1 | 0 | 0  |
| 2022   | Argento | 2/14   | 3  | 2 | 0 | 0 | 1  |
| Totale | Totale  | Totale | 9  | 6 | 2 | 0 | 1  |

### Asia Cup
| Anno   | Round           | Pos.            | GP              | W               | L               | T               | NR              |
| ------ | --------------- | --------------- | --------------- | --------------- | --------------- | --------------- | --------------- |
| 2004   | Non qualificato |                 |                 |                 |                 |                 |                 |
| 2008   | Non qualificato |                 |                 |                 |                 |                 |                 |
| 2010   | Non qualificato |                 |                 |                 |                 |                 |                 |
| 2012   | Non qualificato |                 |                 |                 |                 |                 |                 |
| 2014   | Gironi          | 4/5             | 4               | 1               | 3               | 0               | 0               |
| 2016   | Non qualificato | Non qualificato | Non qualificato | Non qualificato | Non qualificato | Non qualificato | Non qualificato |
| 2018   | Super Fours     | 4/6             | 5               | 2               | 2               | 1               | 0               |
| 2022   | Super Fours     | 4/6             | 5               | 2               | 3               | 0               | 0               |
| 2023   | Gironi          | 5/6             | 2               | 0               | 2               | 0               | 0               |
| Totale | Totale          | Totale          | 16              | 5               | 10              | 1               | 0               |

## Statistiche
Partite internazionali – Afghanistan
Aggiornato al 28 febbraio 2025.
| Record                  |     |    |    |   |      |
| Format                  | M   | W  | L  | T | D/NR |
| Tests                   | 11  | 4  | 6  | 0 | 1    |
| ODI                     | 178 | 86 | 85 | 1 | 6    |
| Twenty20 Internationals | 141 | 86 | 52 | 2 | 2    |

### Test match
Aggiornato al 6 gennaio 2025 
| Nazionale         | P  | W | L | T | D |
| ----------------- | -- | - | - | - | - |
| Bangladesh        | 2  | 1 | 1 | 0 | 0 |
| India             | 1  | 0 | 1 | 0 | 0 |
| Irlanda           | 2  | 1 | 1 | 0 | 0 |
| Sri Lanka         | 1  | 0 | 1 | 0 | 0 |
| Indie Occidentali | 1  | 0 | 1 | 0 | 0 |
| Zimbabwe          | 3  | 2 | 1 | 0 | 1 |
| Totale            | 11 | 4 | 6 | 0 | 1 |

### ODI
Aggiornato al 28 febbraio 2025 
| Nazionale            | P   | W  | L  | T | NR |
| -------------------- | --- | -- | -- | - | -- |
| vs Full Members      |     |    |    |   |    |
| Australia            | 5   | 0  | 4  | 0 | 1  |
| Bangladesh           | 19  | 8  | 11 | 0 | 0  |
| Inghilterra          | 4   | 2  | 2  | 0 | 0  |
| India                | 4   | 0  | 3  | 1 | 0  |
| Irlanda              | 32  | 18 | 13 | 0 | 1  |
| Nuova Zelanda        | 3   | 0  | 3  | 0 | 0  |
| Pakistan             | 8   | 1  | 7  | 0 | 0  |
| Sudafrica            | 6   | 2  | 4  | 0 | 0  |
| Sri Lanka            | 15  | 4  | 10 | 0 | 1  |
| Indie Occidentali    | 9   | 3  | 5  | 0 | 1  |
| Zimbabwe             | 31  | 20 | 10 | 0 | 1  |
| vs Associate Members |     |    |    |   |    |
| Canada               | 5   | 4  | 1  | 0 | 0  |
| Hong Kong            | 2   | 1  | 1  | 0 | 0  |
| Kenya                | 6   | 4  | 2  | 0 | 0  |
| Paesi Bassi          | 10  | 8  | 2  | 0 | 0  |
| Scozia               | 13  | 8  | 4  | 0 | 1  |
| Emirati Arabi Uniti  | 6   | 3  | 3  | 0 | 0  |
| Totale               | 178 | 86 | 85 | 1 | 6  |

### T20I
Aggiornato al 14 dicembre 2024
| Nazionale            | P   | W  | L  | T | NR |
| -------------------- | --- | -- | -- | - | -- |
| vs Full Members      |     |    |    |   |    |
| Australia            | 2   | 1  | 1  | 0 | 0  |
| Bangladesh           | 12  | 7  | 5  | 0 | 0  |
| Inghilterra          | 3   | 0  | 3  | 0 | 0  |
| India                | 9   | 0  | 7  | 1 | 1  |
| Irlanda              | 26  | 18 | 7  | 1 | 0  |
| Nuova Zelanda        | 2   | 1  | 1  | 0 | 0  |
| Pakistan             | 7   | 3  | 4  | 0 | 0  |
| Sudafrica            | 3   | 0  | 3  | 0 | 0  |
| Sri Lanka            | 8   | 3  | 5  | 0 | 0  |
| Indie Occidentali    | 8   | 3  | 5  | 0 | 0  |
| Zimbabwe             | 18  | 16 | 2  | 0 | 0  |
| vs Associate Members |     |    |    |   |    |
| Canada               | 2   | 2  | 0  | 0 | 0  |
| Hong Kong            | 5   | 3  | 2  | 0 | 0  |
| Kenya                | 3   | 2  | 1  | 0 | 0  |
| Namibia              | 1   | 1  | 0  | 0 | 0  |
| Nepal                | 1   | 0  | 1  | 0 | 0  |
| Paesi Bassi          | 4   | 2  | 2  | 0 | 0  |
| Oman                 | 5   | 5  | 0  | 0 | 0  |
| Papua Nuova Guinea   | 2   | 2  | 0  | 0 | 0  |
| Scozia               | 7   | 7  | 0  | 0 | 0  |
| Emirati Arabi Uniti  | 12  | 9  | 3  | 0 | 0  |
| Uganda               | 1   | 1  | 0  | 0 | 0  |
| Totale               | 141 | 86 | 52 | 2 | 1  |